# Luma (video)
En una transmisión de señal de vídeo, luma es el componente que codifica la información de luminosidad de la imagen. En términos generales, es algo muy similar a la versión en blanco y negro de la imagen original. Luma y crominancia combinadas proporcionan la señal denominada señal de vídeo compuesto, utilizada en multitud de aplicaciones; pueden enviarse conjuntamente o transmitirse independientemente. Forman parte de la codificación de vídeo en los estándares de TV NTSC y PAL, entre otros.
Es un término comúnmente utilizado en el procesamiento digital de imágenes para caracterizar a cada píxel. 
En los formatos digitales que siguen el estándar CCIR_601, la luma {\displaystyle Y'} de un píxel se calcula con la fórmula {\displaystyle Y'=0,299R'+0,587G'+0,114B'}. En los formatos que siguen la recomendación BT. 709 de la ITU-R se usa la fórmula Y' = 0.2126 R' + 0.7152 G' + 0.0722 B'.  Los sistemas HDTV modernos usan los coeficientes 709, mientras que los formatos HDTV 1035i transicionales pueden usar los coeficientes SMPTE 240M (Y' = 0.212 R' + 0.701 G' + 0.087 B'). Estos coeficientes corresponden a los primarios SMPTE RP 145 (también conocidos como "SMPTE C") en uso en el momento en que el estándar fue creado.